# Wellsville (Kansas)
Pour les articles homonymes, voir Wellsville.
Wellsville est une ville américaine située dans le comté de Franklin, au Kansas. Selon le recensement de 2020, sa population est de 1 857 habitants.